# Zakrzówek (Kraków)

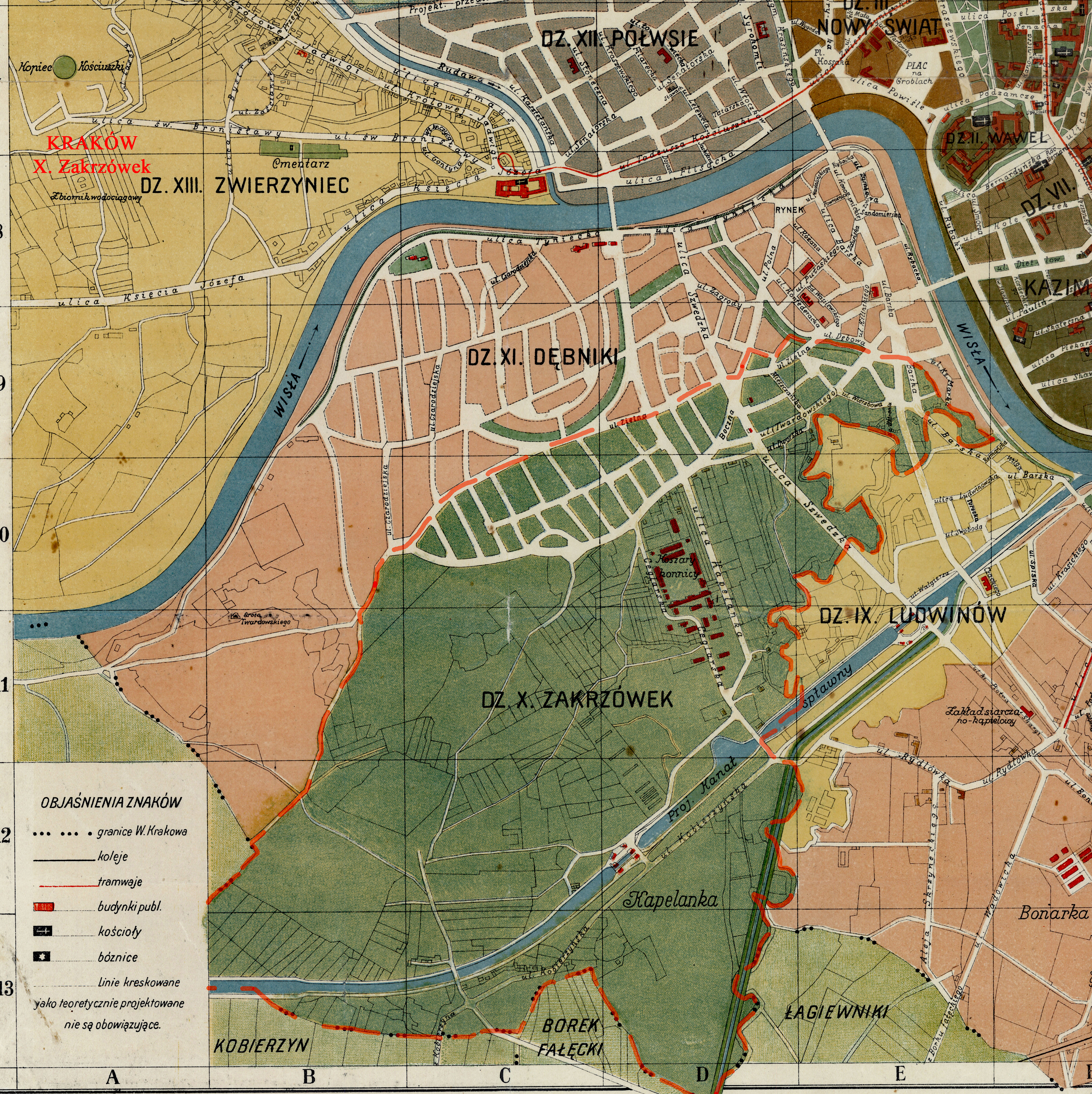
Zakrzówek na planie z 1916 roku jako dzielnica Krakowa.

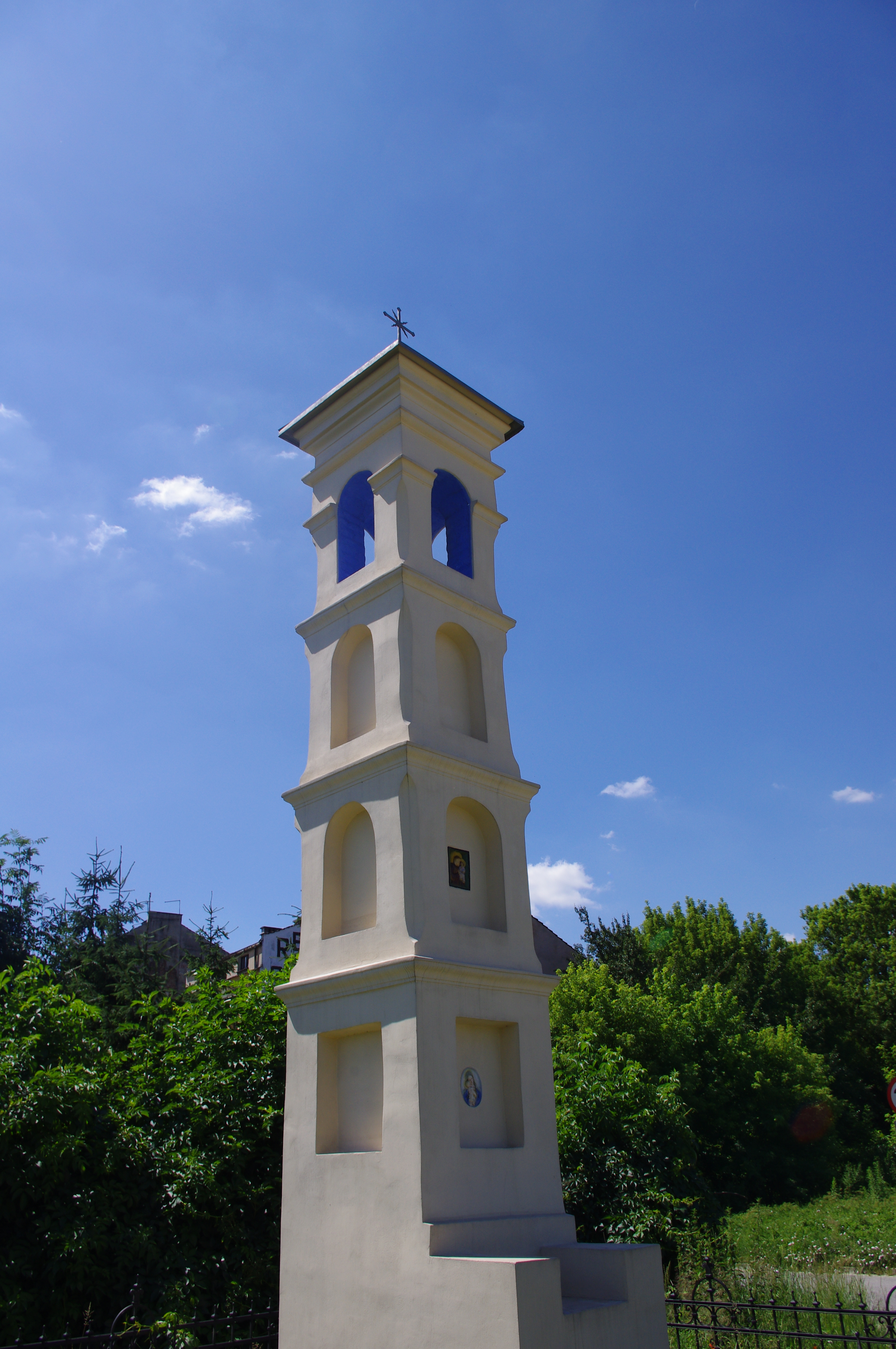
Kapliczka z Zakrzówka, przeniesiona w okolice Mostu Grunwaldzkiego

Zakrzówek – obszar Krakowa wchodzący w skład Dzielnicy VIII Dębniki. Dawna wieś włączona do Krakowa w 1909 r. jako X dzielnica katastralna.
Pierwsze wzmianki o Zakrzówku pochodzą z 1238 r.
W drugiej połowie XIX wieku zostały zbudowane umocnienia i koszary, które stanowiły część twierdzy Kraków.

## Geneza nazwy
Jak głosi legenda, wśród okolicznych urwisk, mistrz Twardowski prowadził szkołę magii i czarnoksięstwa. Pewnego dnia, w wyniku eksplozji laboratorium, powstały skałki, które otrzymały jego imię. W rzeczywistości skałki te zaczęto łączyć z postacią Twardowskiego dopiero pod koniec XIX w., jako że w istocie Twardowski działał na terenie innych skałek – Krzemionek Podgórskich w Podgórzu i tam też była jego pracownia. Nazwa Zakrzówek pochodzi od topograficznego terminu, oznaczającego niegdyś miejsce za krzami (krzakami).
Na Zakrzówku znajduje się sztuczny zbiornik wodny – Zalew Zakrzówek, który powstał w miejscu dawnego kamieniołomu. W sąsiedztwie zalewu, już na Dębnikach, znajdują się grupy skałek i ścian skalnych, nazywane Skałkami Twardowskiego. Do 1990 roku były one eksploatowane jako wapienny kamieniołom.

### Spór o Zakrzówek
Na terenie Zakrzówka już od 2002 roku toczą się spory dotyczące zabudowy okolicznych działek. Pomimo protestów na krakowskim rynku, w 2014 r. radni miasta Kraków przegłosowali plan zabudowy tego terenu stosunkiem głosów 25 do 4. Mieszkańcy protestowali nie tylko w obronie zielonych terenów Krakowa, ale także z powodu występowania na tym terenie gatunku chronionego – węża gniewosza plamistego.

## Galeria

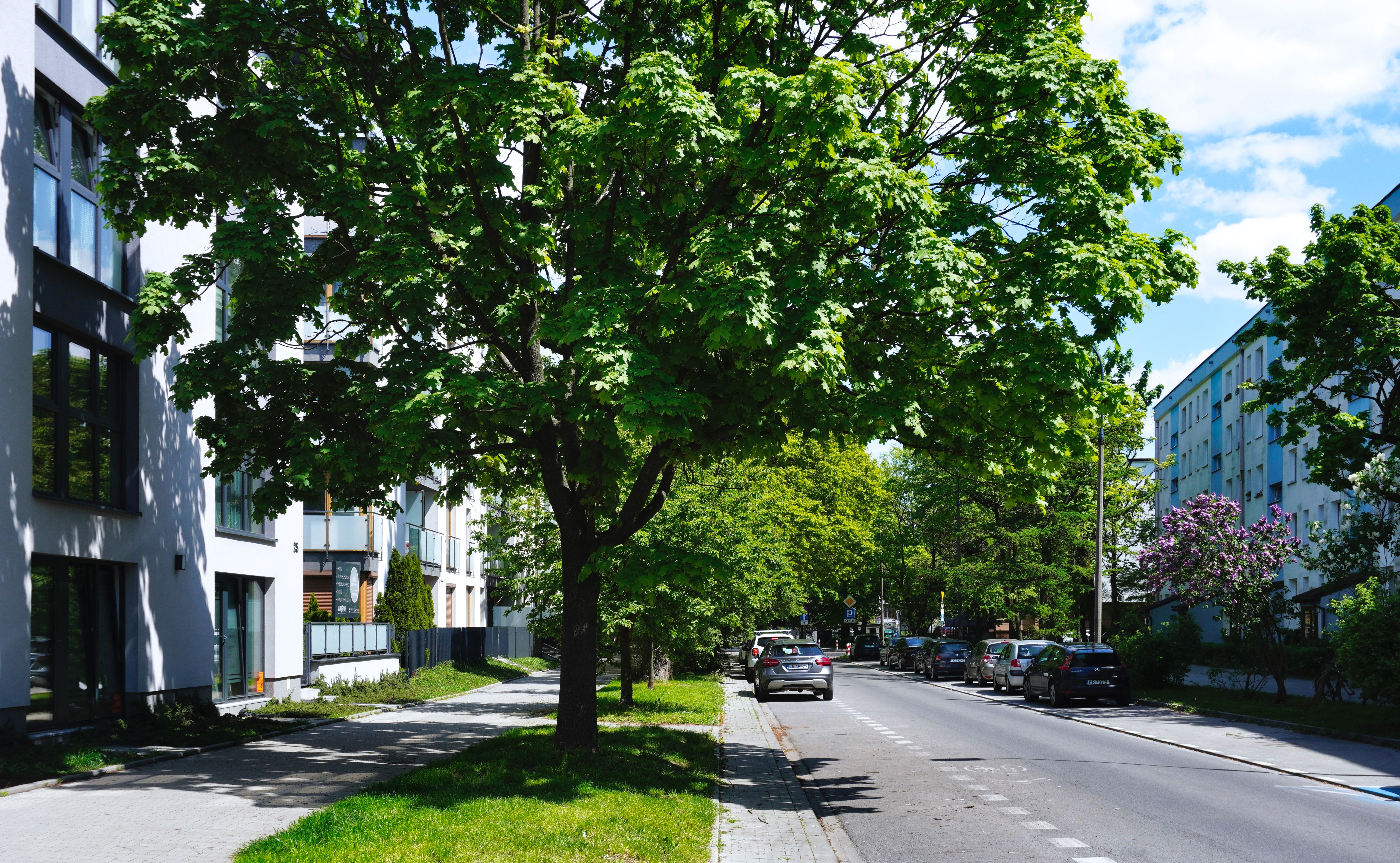
Ulica Dworska
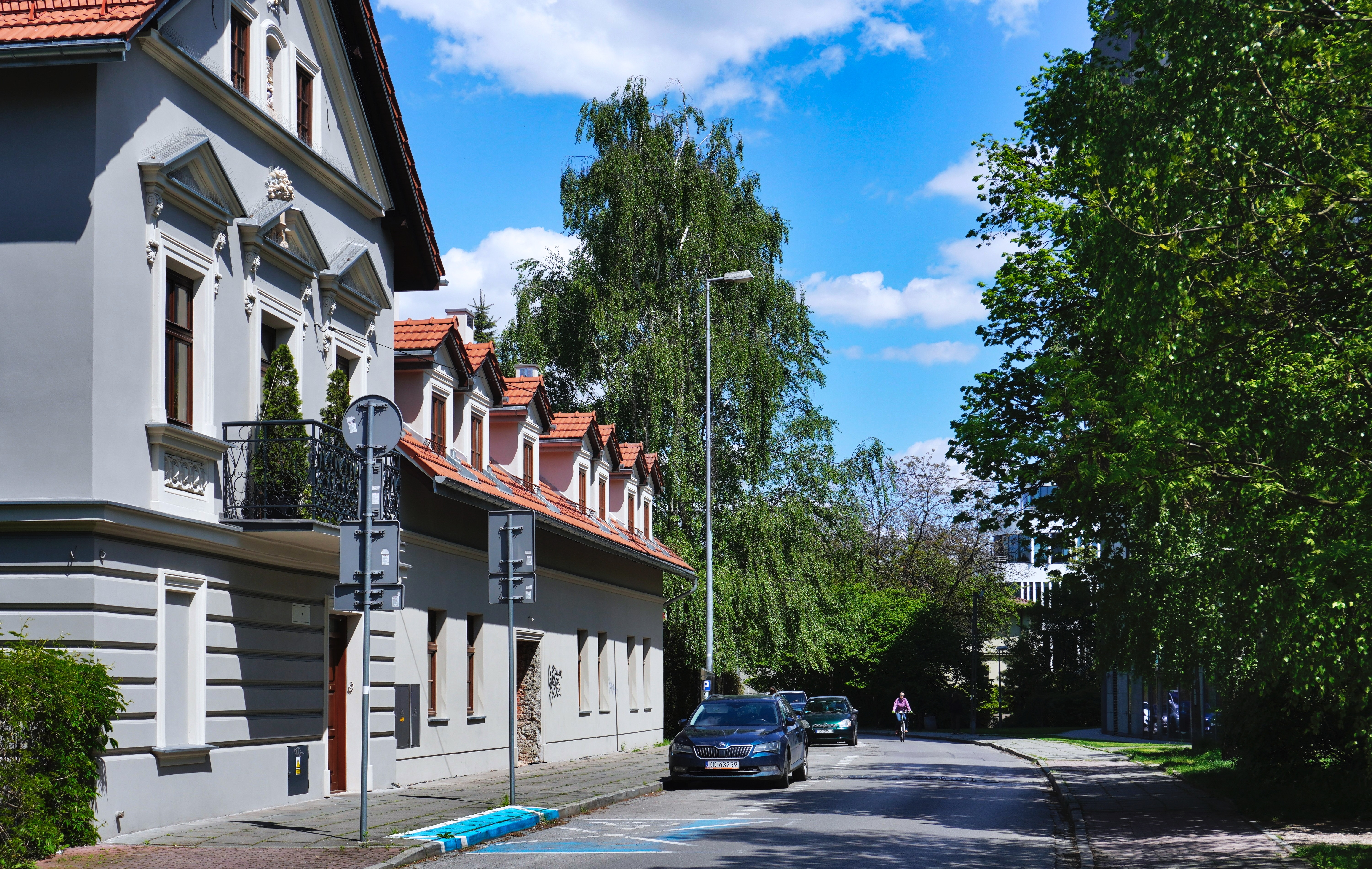
Ulica Twardowskiego
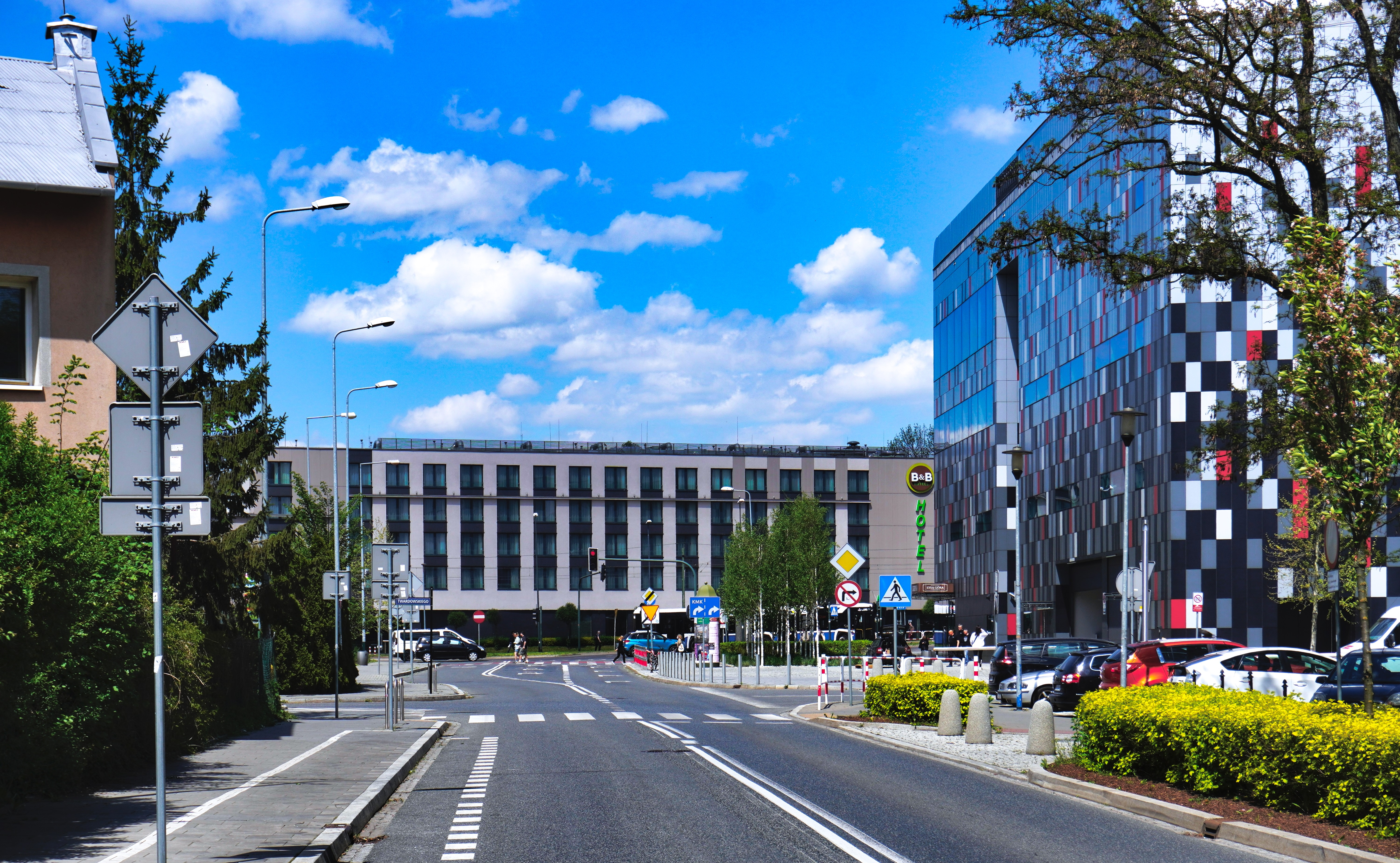
Ulica Jana Bułhaka
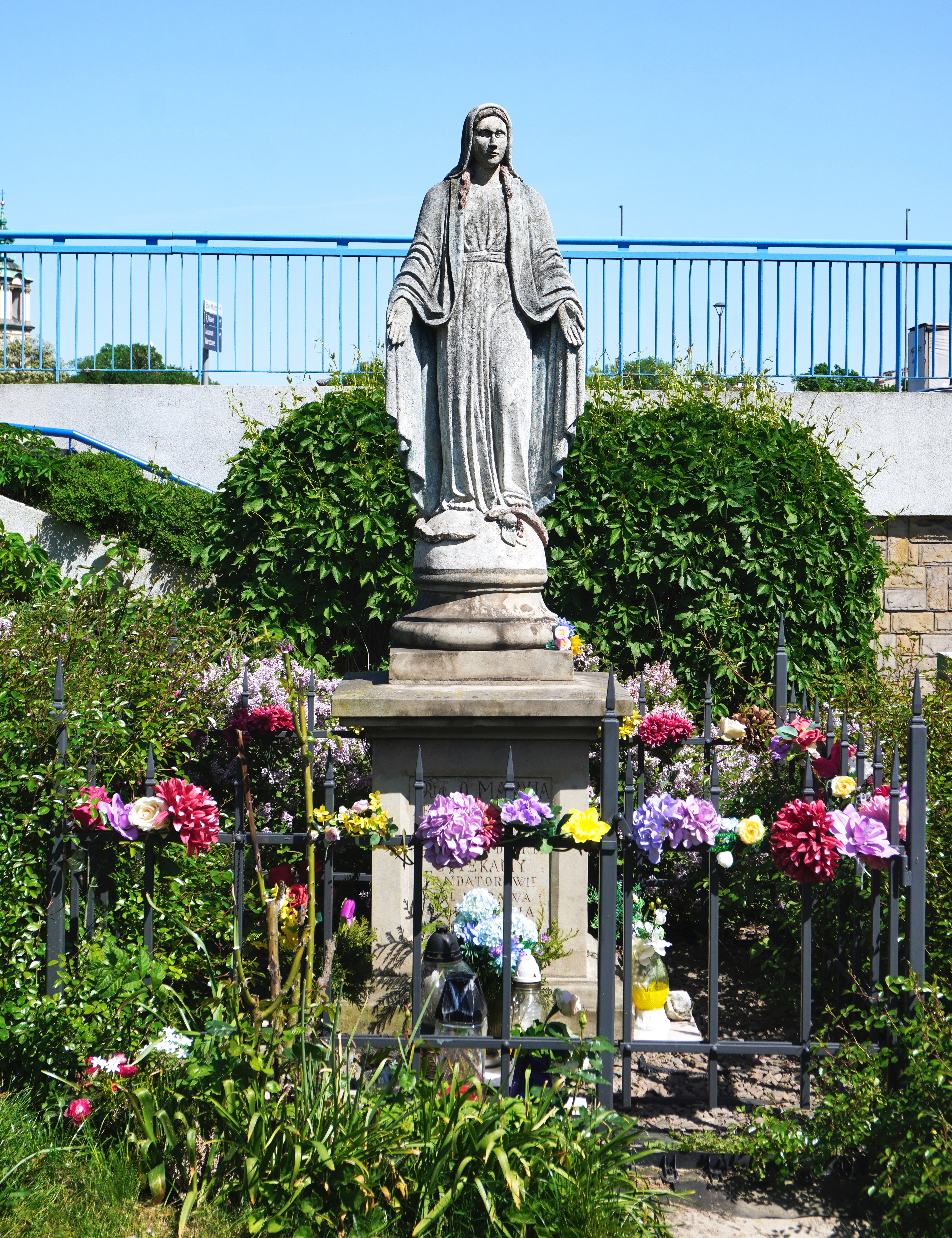
Figura Matki Boskiej Niepokalanie Poczętej przy ulicy Konopnickiej
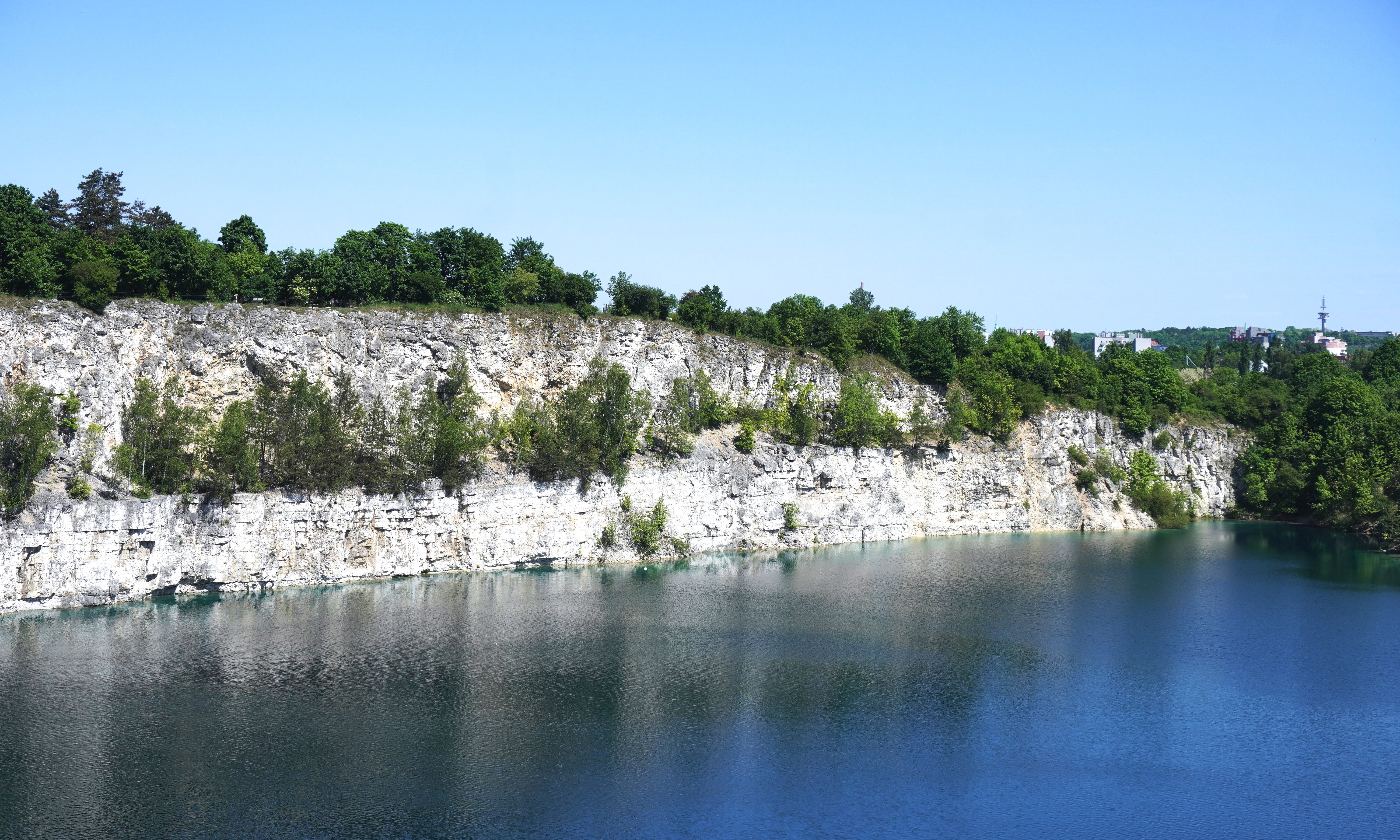
Zalew Zakrzówek